# Radicchio di Verona
Il Radicchio di Verona è un ortaggio a foglia a indicazione geografica protetta.
Botanicamente appartiene alla famiglia delle Compositae, genere Cichorium, specie Intybus.

## Zona di produzione
La zona di produzione del “Radicchio di Verona” IGP comprende i comuni di seguito elencati, tutti ubicati nella regione Veneto, per un totale di 57 comuni, di cui 32 in provincia di Verona, 13 in provincia di Vicenza e 12 in provincia di Padova.

### Provincia di Verona
In provincia di Verona, dove si concentra la gran parte della produzione, comprende il territorio dei comuni di: Trevenzuolo, Salizzole, Nogara, Concamarise, Sanguinetto, Cerea, Casaleone, Legnago, Minerbe, Roveredo di Guà, Cologna Veneta, Veronella, Arcole, Zimella, Isola della Scala, Bovolone, Bevilacqua, S.Pietro di Morubio, Roverchiara, Gazzo Veronese, Sorgà, Erbè, Oppeano, Isola Rizza, Albaredo d'Adige, Pressana, Villa Bartolomea, Castagnaro, Terrazzo, Boschi S.Anna, Angiari, Bonavigo.

### Provincia di Vicenza
In provincia di Vicenza è compreso il territorio dei comuni di: Asigliano Veneto, Pojana Maggiore, Noventa Vicentina, Campiglia dei Berici, Agugliaro, Sossano, Villaga, Albettone, Orgiano, Alonte, Lonigo, Barbarano Vicentino, San Germano dei Berici.

### Provincia di Padova
In provincia di Padova è compreso il territorio dei comuni di: Casale di Scodosia, Castelbaldo, Masi, Megliadino S. Fidenzo, Megliadino S.Vitale, Merlara, Montagnana, Ospedaletto Euganeo, Saletto, S.Margherita d'Adige, Lozzo Atestino, Urbana.